# The House (2017)
The House (bra: A Casa Caiu: Um Cassino na Vizinhança; prt: A Casa da Sorte) é um filme de comédia norte-americano de 2017, dirigido por Andrew J. Cohen e co-escrito por Cohen e Brendan O'Brien. O filme é estrelado por Will Ferrell, Amy Poehler, Jason Mantzoukas, Ryan Simpkins, Nick Kroll, Allison Tolman, Rob Huebel, Michaela Watkins e Jeremy Renner, e segue um casal que abre um cassino subterrâneo na casa de seus amigos, a fim de pagar a faculdade da filha.
A filmagem principal começou em 14 de setembro de 2015 em Los Angeles. O filme foi lançado em 30 de junho de 2017 pela Warner Bros. Pictures, recebeu críticas negativas dos críticos de cinema e arrecadou US$34 milhões em todo o mundo com seu orçamento de US$40 milhões.

## Elenco
- Will Ferrell como Scott Johansen
- Amy Poehler como Kate Johansen, esposa de Scott
- Jason Mantzoukas como Frank Theodorakis, melhor amigo de Kate e Scott
- Ryan Simpkins como Alex Johansen, filha de Scott e Kate
- Nick Kroll como Bob Schaeffer, um político corrupto da prefeitura
- Allison Tolman como Dawn Mayweather, a tesoureira da cidade e amante de Bob.
- Rob Huebel como policial Chandler
- Michaela Watkins como Raina Theodorakis, ex-mulher de Frank
- Jeremy Renner como Tommy Papouli, chefe da máfia local
- Cedric Yarbrough como Reggie Henderson
- Rory Scovel como Joe Mayweather, marido de Dawn que se aposentou aos 30 anos.
- Lennon Parham como Martha
- Andrea Savage como Laura
- Andy Buckley como Craig
- Kyle Kinane como Kevin Garvey
- Steve Zissis como Carl Shackler, um capanga de Tommy Papouli
- Sam Richardson como Marty
- Randall Park como Buckler
- Jessica St. Clair como Reba
- Alexandra Daddario como Corsica
- Jessie Ennis como Rachel
- Gillian Vigman como Becky
- Wayne Federman como Chip Dave
- Sebastian Maniscalco como comediante stand-up
- Linda Porter como senhora
- Ian Roberts como motorista no campus da faculdade

## Produção
Em 25 de fevereiro de 2015, foi anunciado que a New Line Cinema havia vencido um leilão do roteiro de comédia The House, escrito por Brendan O'Brien e Andrew J. Cohen, e que Cohen faria sua estreia na direção com o filme. Will Ferrell estrelaria como um marido que se une a sua esposa e vizinhos para começar um cassino ilegal em seu porão, para ganhar dinheiro, depois que a bolsa de estudos de sua filha é perdida. Ferrell e Adam McKay produziram através da Gary Sanchez Productions, junto com Good Universe e O'Brien. Amy Poehler entrou no elenco em 12 de junho de 2015 para interpretar a esposa do personagem de Ferrell. Em 16 de junho de 2015, Jason Mantzoukas se juntou para interpretar o melhor amigo do personagem de Ferrell, que está lidando com um problema de vício de jogos e que dá ao casal a ideia de começar um cassino. Em 28 de agosto de 2015, Ryan Simpkins foi adicionada ao elenco para interpretar a filha dos personagens de Ferrell e Poehler. Em 15 de setembro de 2015, Cedric Yarbrough entrou no elenco como Reggie Henderson, um residente suburbano que começa a jogar no novo cassino para se desestressar. Frank Gerrish também se juntou ao filme. Em 18 de setembro de 2015, Rob Huebel foi adicionado ao elenco, e em 21 de setembro de 2015, Allison Tolman e Michaela Watkins foram adicionadas ao elenco, com Tolman atuando como consultora financeira e Watkins interpretando a esposa do personagem de Mantzoukas, que quer que ele assine papéis de divórcio. Nick Kroll também se juntou ao elenco. Mariah Carey deveria ter uma participação especial no filme, mas teve o que a co-estrela Rob Huebel chamou de "múltiplas demandas irrealistas".
A filmagem principal do filme começou em 14 de setembro de 2015, em Los Angeles.
O secretário do Tesouro Steven Mnuchin é creditado como produtor executivo.

## Lançamento
The House foi lançado em 30 de junho de 2017, pela Warner Bros. A data original era 2 de junho de 2017.

## Bilheteria
The House arrecadou US$25,6 milhões nos Estados Unidos e Canadá e US$8,6 milhões em outros territórios, num total mundial de US$34,2 milhões, em um orçamento de produção de US$40 milhões.
Na América do Norte, The House estreou ao lado de Despicable Me 3 e Baby Driver, além da ampla expansão de The Beguiled, e foi projetado para arrecadar US$10–14 milhões de 3,134 cinemas no fim de semana de estreia. O filme faturou US$3,4 milhões em seu primeiro dia, incluindo US$800,000 em visualizações de quinta à noite. Ele chegou a US$8,7 milhões, marcando a menor estreia no estúdio da carreira de Ferrell como ator principal. Em seu segundo final de semana, o filme faturou US$4,8 milhões (uma queda de 45,2%), terminando em 7º nas bilheterias.

### Resposta da crítica
No Rotten Tomatoes, o filme tem uma classificação de aprovação de 18% com base em 74 avaliações e uma classificação média de 3,7 / 10. O consenso crítico do site diz: "The House desperdiça uma premissa decente e um elenco talentoso em caracterizações finas e uma escassez de impulso cômico". Em Metacritic, que atribui uma classificação normalizada, o filme tem uma pontuação média ponderada de 30 em 100 com base em 22 críticos, indicando "críticas geralmente desfavoráveis". As audiências consultadas pelo CinemaScore deram ao filme uma nota média de "B−" na escala A+ a F.

### Premiações
| Ano  | Prêmio                | Categoria      | Destinatário | Resultado |
| ---- | --------------------- | -------------- | ------------ | --------- |
| 2017 | Golden Trailer Awards | Melhor Comédia | The House    | Venceu    |